# Municipio de Germantown (condado de Codington)
El municipio de Germantown (en inglés: Germantown Township) es un municipio ubicado en el condado de Codington en el estado estadounidense de Dakota del Sur. En el año 2010 tenía una población de 165 habitantes y una densidad poblacional de 1,36 personas por km².

## Geografía
El municipio de Germantown se encuentra ubicado en las coordenadas 45°6′28″N 97°5′6″O / 45.10778, -97.08500. Según la Oficina del Censo de los Estados Unidos, el municipio tiene una superficie total de 121.7 km², de la cual 121,7 km² corresponden a tierra firme y (0 %) 0 km² es agua.

## Demografía
Según el censo de 2010, había 165 personas residiendo en el municipio de Germantown. La densidad de población era de 1,36 hab./km². De los 165 habitantes, el municipio de Germantown estaba compuesto por el 98,18 % blancos, el 1,21 % eran asiáticos y el 0,61 % eran de una mezcla de razas. Del total de la población el 0 % eran hispanos o latinos de cualquier raza.